# J. N. Loughborough
John Norton Loughborough (1832–7 de abril de 1924) foi um evangelista e um dos ministros pioneiros da Igreja Adventista do Sétimo Dia.
Nascido em Victor, Nova York, Loughborough começou a pregar sobre a segunda vinda de Cristo aos dezessete anos de idade, alugando uma igreja para proferir suas palestras.   Ele esteve envolvido no movimento adventista desde seus primeiros anos, tendo sido chamado para pregar por Ellen White em 1852.
Trabalhou para os adventistas na Nova Inglaterra, Michigan, Ohio, Grã-Bretanha e Califórnia. Publicou um relato da mensagem e da história do adventismo do sétimo dia em 1902, intitulado The Rise and Progress of the Third Angel's Message, mas o livro foi perdido quando o Review and Herald incendiou-se em Battle Creek (Michigan), em 1903. Ele então publicou outro livro, The Great Second Advent Movement, em 1905. Loughborough descreve suas experiências na história da igreja, as visões e profecias de Ellen White, as primeiras divisões na igreja, e várias questões filosóficas e religiosas, bem como como algum material autobiográfico. 
Publicou vários outros livros, entre os quais The Church, Its Organization, Order and Discipline, (Igreja, Sua Organização Ordem e Disciplina (1907), que por muito anos serviu no lugar do manual da igreja, e escreveu muitos artigos para publicações denominacionais e editou o Pacific Health Journal por algum tempo.
Deu contribuições significativas ao desenvolvimento de várias doutrinas da denominação Adventista do Sétimo Dia. 